# Periplaneta atemeleta
Periplaneta atemeleta es una especie de cucaracha perteneciente al género Periplaneta, categorizada en la familia Blattidae, orden Blattodea.

Fue descrita por primera vez en 1966 por el biólogo Karlis Princis. Aparece registrada y publicada en una sección de Blattariae: Suborbo Blattoidea. Fam.: Blattidae, Nocticolidae. In Beier (Ed.). Orthopterorum Catalogus. W. Junk, s'Gravenhage. Issue 8, p. 402–614 de 1966.

## Distribución
La especie se distribuye por Asia, en la India.